# 陈曾固
陈曾固（1907年—1988年2月29日），原名陈文光，字俊明，曾名陈镜明、曾一峰、曾固，贵州省安顺县轿子山小园村人（今安顺市西秀区轿子山镇大山村小园组），中华人民共和国政治人物。曾任中共贵州省委副书记兼省人民政府副主席、代主席，国家教育部副部长、党组副书记，甘肃省委书记处书记，第一届全国人大代表，第六届全国政协委员，中共七大、八大代表。

## 生平
生于小商人家庭。1921年考入安顺县立中学。1925年“五卅”运动爆发后，积极参加组织安顺中学学生救国联合会，上街宣传演讲。1925年秋考入北京朝阳大学预科，后入经济系。1929年加入中国左翼社会科学家联盟北平分盟。1930年到北平黎明中学任教，随后于1930年参加革命。1931年11月加入中国共产党。任北平社联组织部部长、社联党团书记。1932年春至秋任北平社联负责人。1932年调任中国左翼文化界总同盟北平分盟党团书记。中共河北省委派驻北平巡视员。1932年12月至1933年5月任中共北平东区区委书记。1933年5月至7月任中共北平市委代理书记、组织部部长。1933年7月因叛徒告密被宪兵三团逮捕，判处无期徒刑，1933年8月被押送南京中央军人监狱服刑。
抗日战争期间，1937年9月由八路军南京办事处交涉释放出狱，随即赴延安。中央党校学习结束后，1938年起担任中共中央组织部干部训练班总支书记、主任，中共中央财经部秘书长。中央机关直属党委书记。1945年4月至6月作为中直、军直代表团候补代表参加中共七大。
1945年12月任中共辽西省委常委、组织部长。1946年6月任中共辽吉省委常务委员、组织部部长。1947年2月至4月兼任中共辽吉省委秘书长。6月至7月兼任中共辽吉省委城工部部长。1948年7月任辽北省委组织部长、兼省委党校校长。1948年11月任中共辽北省委常委、副书记。东北局副书记陈云评价陈曾固“亦老亦实”。1949年2月率辽北干部团南下，后任中共武汉市委副书记。
1949年11月任中国人民解放军贵阳市军事管制委员会副主任、1949年11月至12月任中共贵州省委第二副书记。1949年12月至1952年11月任中共贵州省委副书记。1949年12月至1954年12月兼任贵州省人民政府副主席兼华侨事务委员会委员。1950年1月至1952年6月兼任中共贵州省委组织部部长。1950年6月至1953年3月兼任西南军政委员会委员。1950年7月至1951年2月兼任贵州省人民监察委员会主任。1951年6月至1955年3月兼任贵州省财政经济委员会副主任。1951年7月兼至1955年2月任贵州省第一届各族各界人民代表会议协商委员会主席。1951年9月至1952年11月兼任贵州省人民政府党组副书记。1952年11月至1954年5月兼任政府党组书记、中共贵州省委第一副书记（至1954年12月）。1953年1月至1954年11月兼任西南行政委员会委员。
1954年10月任中华人民共和国教育部副部长，分管中小学教育。1955年1月兼任部党组副书记，还分管过计划财务工作。1956年当选中共八大代表、第八届中央监察委员会候补委员。1958年6月任中共甘肃省委常委、书记处书记。“文革”平反后，恢复党籍和工作。1979年以后，先后担任教育部顾问、全国人大法制委员会委员等职。
1954年，担任中华人民共和国教育部副部长。1958年，改任中共甘肃省委常委。

## 纪念
陈曾固故居：清代石木结构四合院。2009年6月被安顺市人民政府公布为市级文物保护单位。2021年6月10日成为安顺市党史教育基地。